# Lamella (krabben)
Lamella is een geslacht van krabben uit de familie Gecarcinucidae.

## Soorten
- Lamella lamellifrons (Alcock, 1909)